# Mészáros Károly (ügyvéd)
Bodó-baári és nagy-lucsei Mészáros Károly (1804 körül – 1870 körül) hites ügyvéd, író.

## Élete
Édesapja Mészáros Ágoston volt valószinűen, aki 1822-ben Nagylucseról Bercelre (Nógrád megye) költözött és az Eszterházy-féle lévai uradalom tisztje lehetett, mert Mészáros 1822-ben ott tartózkodott. A jogi pályára lépvén, ügyvéd lett, előbb al- és főügyész, országgyűlési követ, jószágigazgató és jószágkormányzó, 1856-ban már pozsonyi urbértörvényszéki tanácsos volt és mint ilyen rendezte a Pozsony megye úrbéri községeit. Itt ismerkedett meg Zichy Ferenc gróffal, aki az Eszterházy hercegi javak adminisztrátorává neveztetvén ki, Mészárost maga mellé szerződtette úrbéri tanácsosának. Meghatalmazása Zichy Ferenc gróf adminisztrátorkodásával megszűnt. 1857-től a Ferenc József-rend vitéze, később a furtai Szent László-társulat tiszteletbeli elnöke volt. Pozsonyban lakott és 1870 körül meghalt, állítólag a Dunába ölte magát.

## Munkái
- A csehek vára, egy eredeti hazai költemény. Győr, 1823. (Regény).
- Élesfalvy Kálmán halála. Eredeti hazai szumorű kötelmény három felvonásban. Pest, 1825. Rézmetszettel.
- Alkalmi gondolatok. I. kötet. Pozsony, 1858. (Vegyes czikkek).
- Herczeg Eszterházy jószágai bérletének története. Pozsony, 1866. (Németül. Uo. 1866.).
- Komoly ügyekben egy szerény szó. Uo. 1867.
- Elfogulatlan nézetek az országgyűlési követválasztás ügyében. Uo. 1868.

Két kézirata van a Magyar Nemzeti Múzeumban: A való álom, A szőke Duna. Léva, 1823. 4rét négy levél (költői elmélkedések).